# Piotr Sonnewend
Piotr Sonnewend (* 1953 in Poznań, Polen) ist ein polnischer Zeichner, Grafiker und Bühnenbildner.

## Leben

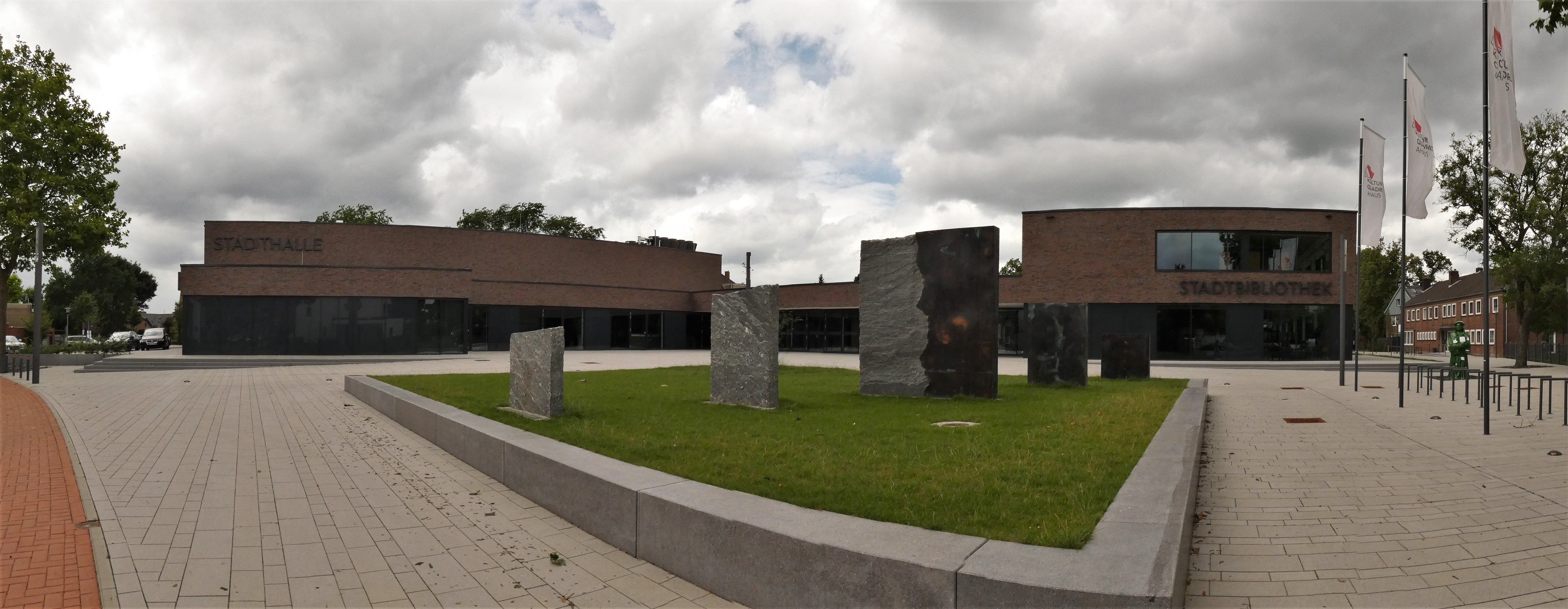
Annäherung von Piotr Sonnewend vor der Stadthalle Ahaus

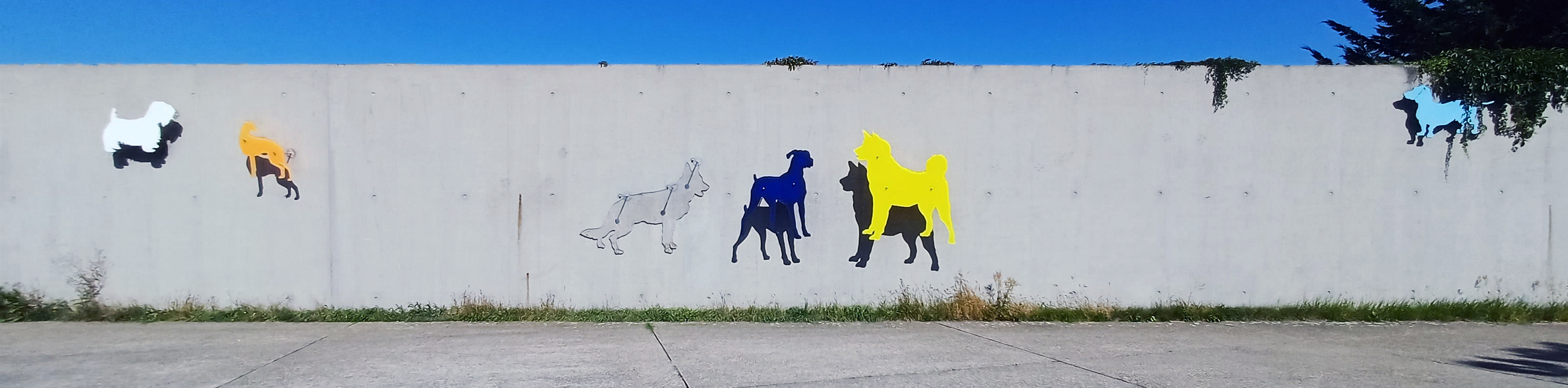
Skulptur am Hausvaterweg 39, in Berlin-Falkenberg

Sonnewend studierte von 1973 bis 1979 Malerei, Grafik und Bildhauerei an der Kunstakademie Poznań und absolvierte ein Praktikum im Bereich Bühnenbild am Szajna Theater in Warschau. Im Jahr 1979 erhielt er sein Diplom in Lithografie und Zeichnung. Im Jahr 1981 entschied er sich für die Übersiedlung in die Bundesrepublik Deutschland, lebte vorerst in Berlin, anschließend in Schöppingen und seit 1997 in Legden.
Seine Werke wurden auf Ausstellungen u. a. in Berlin, Posen, Warschau, Krakau, Sofia und Lüttich gezeigt. Seit 1981 stellt er verstärkt in Westdeutschland, den Niederlanden und Italien aus.
Sonnewend arbeitet als Bühnenbildner und inszeniert Performances. Er hat eine Dauergastprofessur für Zeichnung, Lithographie und Bühnenbild an der Kunstakademie Posen und Danzig inne. Er hatte Lehraufträge an der Universität-Gesamthochschule Paderborn und an der Freien Kunstakademie Essen und leitete Kunststudentenprojekte an der Kunstakademie aki – Enschede/Niederlande und IBKK Bochum.
Arbeiten von ihm befinden sich in öffentlichen Sammlungen (Nationalmuseen Posen, Brüssel) und städtischen Galerien, Skulpturen und Objekte in Schöppingen, Heek-Nienborg und Ahaus (Kunstroute).
Schwerpunkte seiner künstlerischen Interessen liegen im Bereich von Zeichnungen und Lithographie, Bühnenbild und Performance. In seinen zweidimensionalen Arbeiten entwickelt er, die spezifischen Eigenschaften von Material und Technik nutzend, reich differenzierte Bildflächen feinster grafischer Strukturen und monochromer Farbigkeit.

## Auszeichnungen
- Preis des polnischen Kultusministers für Graphische Arbeiten der besten Kunststudenten Polens, Poznań 1976
- Wroniecki-Preis für Zeichnung, Poznań 1980
- Preis des Wolfgang Borchert Theaters für das beste Bühnenbild im Jahr, Münster 1990
- Grafikjahresausgabe – Aldegrever Gesellschaft, Münster 2005
- Große Kunstausstellung in Halle, Publikumspreis Kunsthalle Villa Kobe, Halle an der Saale 2007[2]